# びわ湖環境ビジネスメッセ

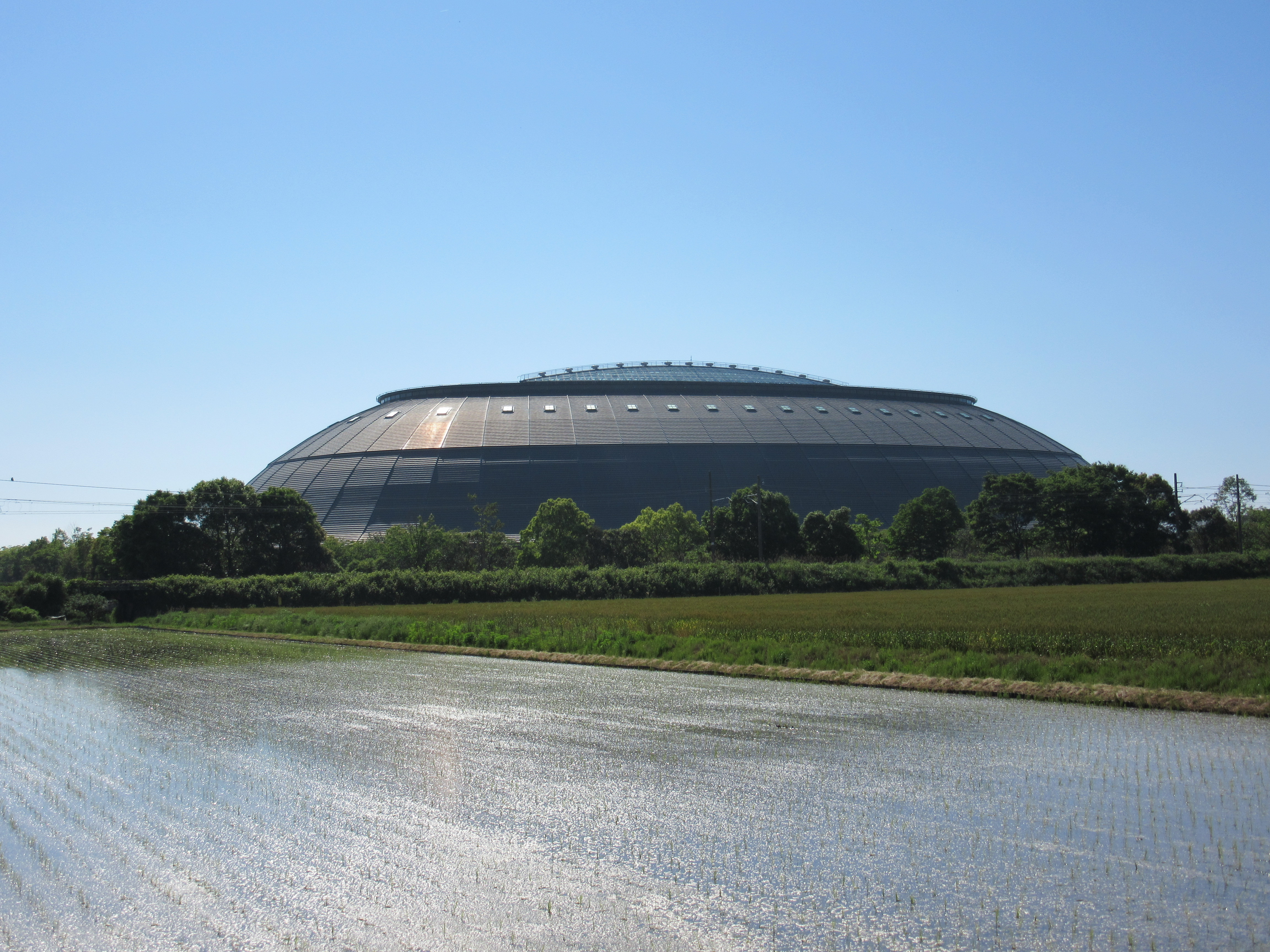
開催会場となる長浜ドーム

びわ湖環境ビジネスメッセ（びわこかんきょうビジネスメッセ、英語名：Enviro-Shiga）は、滋賀県で毎年開催されている環境ビジネスの総合見本市。
商談を重視したBtoB主体の展示会として、1998年の初開催以来、毎年秋（10月中旬から11月上旬頃）に、3日間に渡って開催されている。
2007年実績では、出展企業数268社・来場者3.7万人で、New環境展大阪会場（出展企業211社・来場者5.3万人）、エコ・テクノ（出展企業260社・来場者2.9万人）と並んで、西日本で開催される環境系展示会としては最大規模の展示会である。
※別称：滋賀環境ビジネスメッセ（第2回までメインタイトルとして使用されていたが、第3回以降はサブタイトルとして使用されており、メインタイトルは「びわ湖環境ビジネスメッセ2007」、サブタイトルは「第10回滋賀環境ビジネスメッセ」のように、二つの名称が年号と回数で使い分けされている）
現在では、『びわ湖環境ビジネスメッセ』と、名称は一本化され、開催主催として、『滋賀環境ビジネスメッセ実行委員会』の中に滋賀環境ビジネスメッセの言葉が残っている。
※「琵琶湖環境ビジネスメッセ」「びわこ環境ビジネスメッセ」「琵琶湖環境メッセ」などと誤記されることも多い。

## 展示内容
地方開催の環境展示会としては珍しいBtoB中心の展示で、大部分が企業による出展である。地元自治体やNPOなどの啓発を目的とした展示や、大学や公的研究機関による研究成果発表の出品は多くはないが、例年一定数が出展されている。中小企業については地元の滋賀県や京都・大阪の企業が多いが、上場企業の出展も多く、地方色は薄い。
琵琶湖の名前を冠しているが、水質汚濁対策に特化したものではなく、環境全般を対象とした展示会である。
出展品は、省エネルギー機器や新エネルギー関連（風水力発電・燃料電池など）機器、大気汚染対策や水質浄化、土壌浄化や土木・建築分野の環境配慮工法、リサイクル素材や生分解性プラスチック製品など多岐にわたる。製造業からの展示が中心であるが、環境マネジメントシステム（ISO14001・エコアクション21・KESなど）関連のコンサルタントや産業廃棄物処理などのサービス業、金融業、小売業からの出展もある。また大手企業の出展ブースでは、各社の地球温暖化対策などのCSR活動に関する展示も多い。
商談を中心としたBtoBの展示会であるため、一般客を対象とした展示は多くはないが、グリーン調達対応を謳う文具やOA機器、省エネ対応の電化製品など一般コンシューマー向けの展示も存在する。
展示会場は、10～15程度のジャンル（ゾーン）に分けられており、2006年は「新エネ・省エネゾーン」「浄化（水・大気）ゾーン」「環境土木・環境建築ゾーン」「廃棄物処理・リサイクルゾーン」など、13のゾーンが設定された。大手電機メーカー・ゼネコンや地元エネルギー企業など一部上場企業の出展が目に付く一方、ベンチャーを中心とした中小企業の出展も盛んで、02年からは「ベンチャーゾーン」が、06年からは「インキュベーションゾーン」が新設され、例年多くのベンチャー企業やインキュベーション施設入居企業が出展している。

## 併催イベント
例年、併催イベントとして10～20本のセミナーが開催されている。
2006年は堀場製作所の創業者・堀場雅夫の講演が、2007年は松下電器産業会長の中村邦夫と嘉田由紀子滋賀県知事の対談会が行われた。

## 会場
第1回から継続して滋賀県立長浜ドームで開催されている。

## 主催者
滋賀環境ビジネスメッセ実行委員会
（構成団体：滋賀県、長浜市などの地元自治体・滋賀経済団体連合会などの地元経済団体・立命館大学などの地元大学など）